# You're All I Need
You're All I Need studijski je album kojeg u duetu izvode američka soul pjevačica Tammi Terrell i Marvin Gaye, a izlazi u kolovozu 1968. godine.
Album su u cijelosti napisali i producirali Nickolas Ashford i Valerie Simpson (koji su skladali i tri pjesme na albumu United, prvom kojeg u duetu pjevaju Gaye i Terrell). Album You're All I Need sniman je tijekom 1966. i 1967. godine i dvije skladbe "Ain't Nothing Like the Real Thing" i "You're All I Need to Get By" dolaze na top 10 Billboardove ljestvice pop albuma, dok album dolazi na #60 Billboardove ljestvice pop albuma.
You're All I Need bio je zadnji album koji su u duetu snimili Gaye i Terrell. Tarrelli nakon objavljivanja ovog album zbog bolest više nije mogla snimati, a 1970. godine umire od tumora mozga.

## Popis pjesama

### Strana prva
1. "Ain't Nothing Like the Real Thing" (Nickolas Ashford, Valerie Simpson)
2. "Keep On Loving Me Honey" (Ashford, Simpson)
3. "You're All I Need to Get By" (Ashford, Simpson)
4. "Baby Doncha Worry" (Johnny Bristol, Jackey Beavers)
5. "You Ain't Livin' 'Til You're Lovin'" (Ashford, Simpson)
6. "Give In, You Just Can't Win" (Harvey Fuqua, Bristol)

### Strana druga
1. "When Love Comes Knocking At Your Heart" (Fuqua, Bristol, Gladys Knight, Vernon Bullock)
2. "Come On and See Me" (Fuqua, Bristol)
3. "I Can't Help But Love You" (Robert Gordy, Thomas Kemp, Marvin Gaye)
4. "That's How It Is (Since You've Been Gone)" (Fuqua, Bristol, Bullock)
5. "I'll Never Stop Loving You Baby" (Fuqua, Bristol, Beatrice Verdi)
6. "Memory Chest" (Fuqua, Bristol)

## Izvođači
- Prvi (i prateći) vokali - Marvin Gaye i Tammi Terrell
- Prateći vokali - Nickolas Ashford, Valerie Simpson, The Originals, The Andantes i The Spinners
- Instrumenti - The Funk Brothers

## Vanjske poveznice
- allmusic.com - You're All I Need - Marvin Gaye & Tammi Terrell